# Jessie Kleemann

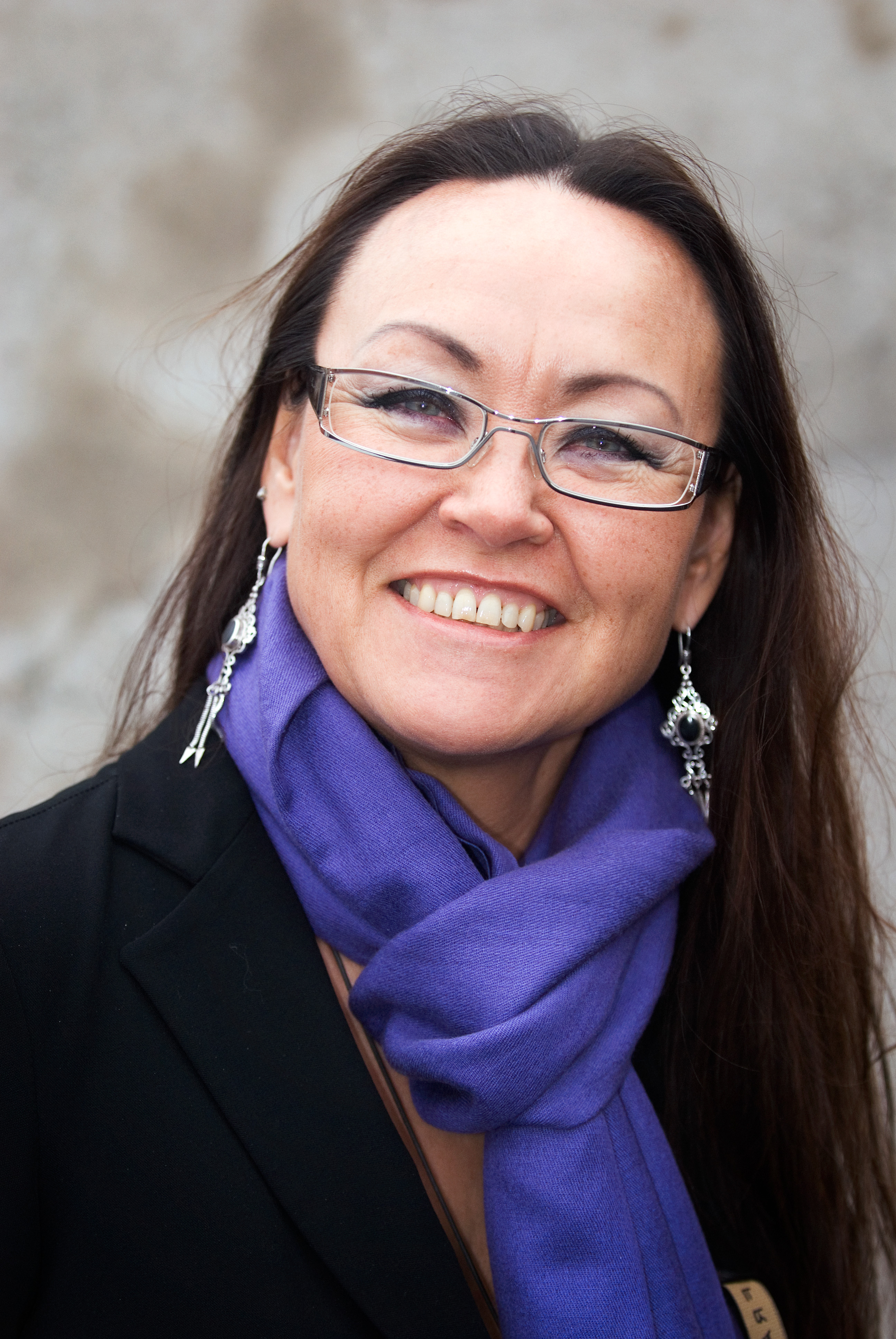
Jessie Kleemann (2007)

Jensine Marie „Jessie“ Kleemann (geb. Kristensen; * 6. November 1959 in Upernavik) ist eine grönländische Künstlerin und Dichterin.

## Leben
Jessie Kleemann ist die Tochter des Maschinenmeisters und Fischers Vilhelm Moses Pavia Arĸaluk Kleemann (1938–2013) und der Näherin Vilhelmina Qvist Kristensen. Ihr Großvater war der Landesrat Rasmus Kleemann (1902–?). Am 20. Dezember 1978 wechselte sie ihren Nachnamen vom Nachnamen ihrer Mutter zu dem ihres Vaters. Nach einer Scheidung heiratete sie am 10. September 1994 in Nuuk den dänischen Juristen Claus Roland Andreassen (* 1963), Sohn von Ib Andreassen und der Krankenschwester Jytte Holmsgaard († 2013).
Jessie Kleemann wurde von 1978 bis 1979 am Tuukkaq Teatret in Fjaltring ausgebildet und danach für ein Jahr an der Grafischen Werkstatt in Nuuk. Anschließend studierte sie bis 1983 in Kanada und Sápmi. Von 1984 bis 1991 leitete sie die Kunstschule in Nuuk. 1991 gründete sie den grönländischen Schauspielerverband mit. Von 1991 bis 1993 war sie Koordinatorin des Kunstprojekts Art from the Arctic. 1994 war sie Beraterin für die Schauspielstudenten am Theater Silamiut. Von 1998 bis 2000 war sie Projektleiterin der Kunsthandwerksausbildung der grönländischen Regierung. 2000 war sie Ausstellungskoordinatorin der Inuit Circumpolar Conference bei der Expo 2000. Von 2004 bis 2006 gründete und leitete sie ein Poesiefestival mit Schreibwerkstatt und Schriftstellerkonferenzen in Grönland.
Von 1989 bis 1991 schrieb sie Artikel für die Zeitschrift Tumit. Von 1991 bis 1995 war sie Vorstandsmitglied im grönländischen Schauspielerverband KAISKA. Von 1992 bis 1996 saß sie im Komitee Teater og Dans i Norden. Von 1994 bis 1996 war sie Mitglied im Nuuker Kulturrat. Von 1995 bis 1998 war sie Mitgründerin und Vorsitzende des Zusammenschlusses grönländischer Künstler KIMIK und im selben Zeitraum Vorsitzende des grönländischen Gleichstellungsausschusses. Von 2000 bis 2001 war sie Mitglied der Schulreformskommission Atuarfitsialak. Von 2007 bis 2014 war sie Aufsichtsratsmitglied von Toltos Legat, ab 2010 beim Hans Lynge Fonden und seit 2018 für Det Grønlandske Hus in Kopenhagen.
Neben Radierungen und Malereien ist Jessie Kleemann vor allem als Video- und Performancekünstlerin aktiv. In ihren Darstellungen bindet sie häufig Trommeltanz mit ein und ihre Werke sind meist expressiv, grotesk, absurd, erotisch oder poetisch. Sie debütierte als Künstlerin im Jahr 1981 und hat im gesamten Norden und in Frankreich ausgestellt. Zudem hat sie mehrere Gedichtsammlungen veröffentlicht und illustriert Bücher. Ihr Gedichtband Arkhticós dolorôs wurde 2022 für den Literaturpreis des Nordischen Rates nominiert.
Sie hat zahlreiche Stipendien von Institutionen und Organisation in Grönland, Dänemark und Skandinavien erhalten.

## Werke (Auswahl)
- 1981: Ataataq erninilu (Ätzung)
- 1988: Kinaasunga (Videoperformance)
- 1989: Inuit Nipaat (Gedichte und Illustrationen)
- 1989–1990: Asanninneq Naliitsoq (Theaterschauspiel)
- 1991–1993: Spirit Hosts Join the Elements (Video)
- 1991–1993: Art from the Arctic (Logo)
- 1991: Illustration für Glamhuller von Ole Korneliussen
- 1994: Navaranaaq i en drømmetid (Performance)
- 1997: Taallat. Digte. Poems (Gedichte)
- 2012: Sassuma arnaa
- 2012: Perlekravekjole
- 2012: Orsoq (Installation)
- 2021: Arkhticós dolorôs (Gedichte)